# الإدارة بالتواجد في بيئة العمل

'نص مائل'
الإدارة من خلال التجوّل العفوي (Management by Wandering Around - MBWA)، والمعروفة أيضاً باسم الإدارة بالتجوّل في مكان العمل، هي أسلوب إداري يتضمن قيام المديرين بالتجول العشوائي داخل بيئة العمل من دون جدول محدد، لمراقبة سير العمل والتفاعل المباشر مع الموظفين.
يركز هذا الأسلوب على فكرة أن التنقل العفوي داخل المؤسسة يوفر فرصة أفضل لفهم الأوضاع اليومية الحقيقية، مقارنةً بالجلوس في المكتب أو الاعتماد على تقارير الحالة فقط.

## التاريخ
ظهر هذا الأسلوب لأول مرة في شركة Hewlett-Packard خلال سبعينات القرن العشرين، حيث لاحظ المديرون التنفيذيون أن التفاعل المباشر وغير الرسمي مع الموظفين يحفز على بيئة أكثر تعاوناً وفعالية.
تم تبني المصطلح لاحقًا في كتاب "البحث عن التميز" الذي ساعد على انتشاره واعتماده من قبل شركات أخرى تسعى لتحسين ثقافة العمل والإنتاجية.

## التأثيرات
تدّعي بعض الدراسات والتقارير أن أسلوب الإدارة بالتجوّل العفوي (MBWA) له تأثير إيجابي على الإنتاجية من خلال تعزيز معنويات الموظفين.
كما يمكن أن يُزوّد هذا النهج المديرين بفهم مباشر وتفصيلي للتحديات اليومية التي يواجهها الموظفون.
أيضًا يشير خبراء في مجال الإدارة إلى أن هذه الممارسة تساعد على بناء الثقة وتعزيز روح الفريق.

## قراءة إضافية
- Lorenzen، Michael (18 ديسمبر 1997). "Management by Wandering Around: Reference Rovering and Quality Reference Service". The Reference Librarian. ج. 28 ع. 59: 51–57. DOI:10.1300/J120v28n59_06.